# Rue Liandier
La rue Liandier est une voie marseillaise située dans le 8e arrondissement de Marseille. Elle va de l’avenue du Prado à l’avenue Jules-Cantini.

## Situation et accès
Cette voie se trouve dans le quartier du Rouet et le traverse en ligne droite d’ouest en est. Elle démarre avenue du Prado, croise la rue du Rouet et la rue Roger-Renzo, et se termine avenue Jules-Cantini, à la limite du parc du 26e centenaire situé dans le 10e arrondissement.

## Historique
La rue est classée dans la voirie de Marseille le 9 mars 1863 et ouverte dix jours tard, le 19 mars de la même année.

## Bâtiments remarquables et lieux de mémoire
- À l’angle avec l’avenue du Prado se trouve le service des impôts des particuliers des quartiers sud de la ville.
- Au numéro 18 se trouve la synagogue Beth Habad Ahavat Hinam.
- Irène Calmettes possédait de son vivant une cave au numéro 43. Pendant la Seconde Guerre mondiale, elle s’en servait pour cacher du radium.